# Albofledis
Albofledis či Albochledis byla franská princezna a řeholnice.
Byla dcerou franského krále Childericha I. a durynské šlechtičny Basiny. Jejími sourozenci byli Chlodvík I., Lantechildis a Audofleda, pozdější manželka ostrogótského krále Theodoricha Velikého. Podle Řehoře z Tours byla pokřtěna ve stejný den jako její bratr. Doba křtu je datována podle některých zdrojů do roku 496, jiné zdroje uvádějí rok 509. V té době se zasvětila životu věčného panenství, ale krátce poté zemřela. Biskup Remigius z Remeše u příležitosti její smrti adresoval Chlodvíkovi soustrastný dopis. Tento dopis je zčásti citován Řehořem z Tours a v plném rozsahu je zahrnut ve sbírce známé jako Epistolae Austrasicae. Ačkoli Řehoř její jméno uvádí jako Albofledis, autor Epistolae Austrasicae ji popisuje jako Albochledis. Remigius ji popisuje jako „vyvolenou Bohem“ (a deo electa).
Někteří historici se domnívají, že Albofledis je totožná s Audofledou a Chlodvík měl pouze dvě sestry, Lantechildis a Audofledu.